# Přerušovaná sterilizace
Přerušovaná sterilizace (též přerušovaná sterilace, frakcionovaná sterilizace) je laboratorní postup sterilizace roztoků a materiálů zaručující destrukci klíčících spor bakterií. Provádí se horkou párou o teplotě 100 °C, která působí minimálně 30 minut. Proces se opakuje 3× s odstupem 18–24 hodin.
Předpokládá se, že první zahřátí zničí vegetativní formy bakterií, při 37 °C následně vyklíčí bakteriální spory, tyto vyklíčené se zničí následujícím zahřátím. Třetí zahřátí pak zlikviduje případné zbylé spory.
Frakcionovaná sterilizace se používá například u termolabilních roztokův léčiv, které nelze autoklávovat.